# Mieux vaut mal vivre que mourir
Mieux vaut mal vivre que mourir es una película documental de 2007, dirigida por Justine Bitagoye y Gaudiose Nininahazwe. La traducción literal del título al español sería: "Es mejor vivir mal que morir".

## Sinopsis
El documental muestra el día a día de un joven que vive del basurero, como todos los que le rodean. Este es el lugar en el que creció, que lo alimentó y donde encuentra los artículos que vende para sobrevivir. Relata la dura y humilde vida de los habitantes de los basureros. 

## Producción y lanzamiento
La película es una coproducción entre Bélgica y Benín y la primera colaboración entre las directoras Bitagoye y Nininahazwe. Fue lanzado en 2006 tras un taller de producción en el que participaron ambas.
Mieux vaut mal vivre que mourir se proyectó en varios festivales de cine internacionales, entre ellos:
- 2008 Festival de Televisión de Montecarlo  - Mención especial
- 2007 Leuven Afrika Film Festival - no competitivo
- 2007 Afrique Taille XL - no competitivo (Bruselas)
- FESPACO 2007 - Mención especial (Uagadugú)
- Festival de Cine Africano de Córdoba-FCAT
- Festival de Cine Africano de Tarifa-Tánger
- Festival International du Film de Ouidah (Benín)
- Festival de Musique, Esperanzah! ("Cameras Sud") (Bélgica)
- Afrikazabaldu
- Quintaesencia 2008[2]

Fue incluida en la colección de cortometrajes de África Oriental, Short (s) of Africa - East African Shorts, estrenada en 2010.